# Puccinellia angustata
Puccinellia angustata là một loài thực vật có hoa trong họ Hòa thảo. Loài này được (R.Br.) E.L.Rand & Redfield miêu tả khoa học đầu tiên năm 1894.